# Selsten

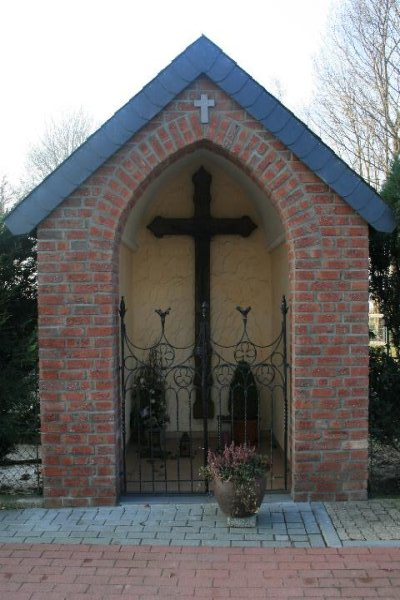
Wegekapelle, erbaut 1873, in Selsten

Selsten ist ein südöstlicher Ortsteil der Gemeinde Waldfeucht im nordrhein-westfälischen Kreis Heinsberg. Im Norden schließt sich übergangslos Braunsrath an, zu dessen Pfarre Selsten gehört.

## Geschichte
1277 wird Selsten als Selsteiden, das heißt Stelle in der Niederung, zusammen mit Löcken und Schöndorf erstmals urkundlich erwähnt. Von 1797 bis 1815 gehörte Selsten zur Mairie Braunsrath, welche ebenso wie die Mairien Haaren und Waldfeucht dem Kanton Heinsberg im Département de la Roer angehörte. Danach kam der Ort an den preußischen Kreis Heinsberg. 1935 wurde das Amt Waldfeucht mit den Bürgermeistereien Braunsrath, Haaren, Saeffelen und Waldfeucht gebildet. Zur Bürgermeisterei Braunsrath gehören neben Selsten noch Braunsrath, Hontem, Löcken, Obspringen und Schöndorf. Am 1. Januar 1972 wurde die Gemeinde Waldfeucht aus dem Amt Waldfeucht – außer Saeffelen – gebildet. Selsten wurde zusammen mit Braunsrath in die Gemeinde Waldfeucht eingegliedert.

## Verkehr
Die nächste Anschlussstelle ist Heinsberg auf der A 46. Durch den Ort führt die Kreisstraße K 4. Sie ist ein Zubringer zur Autobahn A 46.
Die AVV-Buslinien 436 und 474 der WestVerkehr verbinden Hontem an Schultagen mit Waldfeucht, Heinsberg und Gangelt.
Zudem verkehrt der Multi-Bus seit dem 9. Juni 2024 kreisweit erweitert und zu einheitlichen Bedienzeiten. Mehr Informationen gibt es bei WestVerkehr.
| Linie | Verlauf |
| ----- | --- |
| 436   | Heinsberg Busbf – Selsten – (Hontem – (Waldfeucht –) Bocket –) Abzw. Nachbarheid – Breberen – Saeffelen – Heilder – Höngen (→ Stein → Havert → Schalbruch → Isenbruch → Millen → Tüddern)                                                                                              |
| 474   | Heinsberg Busbf – (Aphoven – Laffeld –) Selsten – (Braunsrath – Löcken – Schöndorf – Obspringen – Brüggelchen) / Hontem – Waldfeucht – Bocket – Saeffelen / Abzw. Nachbarheid ← Breberen – (Harzelt ← Langbroich ←) (Kievelberg – Hastenrath) / (Brüxgen – Schümm) / Vinteln – Gangelt |